# IC 3242
IC 3242 ist eine Spiralgalaxie vom Hubble-Typ Sab? im Sternbild Coma Berenices am Nordsternhimmel. Sie ist schätzungsweise 1265 Millionen Lichtjahre von der Milchstraße entfernt.
Das Objekt wurde am 23. März 1903 von Max Wolf entdeckt.